# مؤسسه ملی سلامت روان
مؤسسه ملی بهداشت روان ایالات متحده آمریکا (به انگلیسی: National Institute of Mental Health) مشهور به NIMH، یکی از اعضای موسسات ملی بهداشت ایالات متحده آمریکا (مشهور به NIH) می‌باشد.
وظیفه این مرکز فدرال رهبری و نظارت بر تحقیقات علوم و فناوری در حیطه روان‌پزشکی و بهداشت روان می‌باشد. دفاتر این مؤسسه که در سال ۱۹۴۹ تأسیس شد در جنوب ایالت مریلند واقع گردیده‌است.